# Joanna Hellgren
Joanna Hellgren, född 20 februari 1981, är en svensk serieskapare. Hon är mest känd för serien Frances, utgiven både i Frankrike och Sverige.

## Bakgrund
Hellgren gick ut Konstfack i Stockholm 2004. Efter examen flyttade hon till Paris och bodde där i några år. Under tiden där påbörjade hon sitt första seriealbum, Mon frère nocturne/Min nattbror, om en pojke som växer upp i skuggan av sin döda bror. Boken tryckte hon själv upp i trettio exemplar på Författares Bokmaskin 2006, femton på svenska och femton på franska. Dessa skickades vidare till förlag i både Sverige och Frankrike. Det franska förlaget Édition Cambourakis nappade och gav 2008 ut Hellgrens två första förlagsutgivna serieböcker, Mon frère nocturne och Frances (del 1).  
Frances del 1 är första delen av en trilogi och handlar om den unga flickan Frances som förlorat sin far och måste flytta till sin ogifta faster Ada, som sedan tidigare sköter om sin gamle far, Frances farfar. Samtidigt som Frances lär känna sin släkt och sina nya omgivningar, lär Ada känna kärleken i form av en kvinnlig granne. Första delen gavs ut i Sverige av Ordfront Galago 2009 och vann året därpå Urhundenplaketten för bästa originalsvenska seriealbum (en sanning med modifikation då det alltså först gavs ut i Frankrike). Del två av Frances kom ut på svenska i september 2010. Hellgren har även publicerats i svenska tidningen Galago. Delar av hennes produktion finns också översatt till italienska och spanska.

### Serier – Sverige
- 2006 – "Min nattbror", Författares Bokmaskin (egenutgiven, 15 ex). 103 s. ISBN 978-91-631-9482-5
  - 2006 – "Mon frère nocturne", Författares Bokmaskin (egenutgiven 15 ex). 103 s. ISBN 978-91-631-9483-2 (franska)
- Frances:
  - 2009 – "Frances" del 1, Ordfront Galago. ISBN 9789170374814
  - 2010 – "Frances" del 2, Ordfront Galago. ISBN 9789170375590
  - 2012 – "Frances" del 3, Ordfront Galago. ISBN 9789170376627

Hellgren har dessutom medverkat i ett flertal nummer av tidskriften Galago.

### Serier – Frankrike
- 2008 – Mon frère nocturne, Édition Cambourakis. ISBN 978-2916589190
- Frances:
  - 2008 – Frances Épisode 1, Édition Cambourakis. ISBN 978-2916589244
  - 2010 – Frances Épisode 2, Édition Cambourakis. ISBN 978-2916589466
  - 2012 – Frances Épisode 3, Édition Cambourakis. ISBN 978-2916589855
- 2011 – "Le grand rocher", serie i antologin Rayon frais, Galago/Les Requins Marteaux

### Serier – USA
- 2010 – "The Highest Cliff", serie i antologin From the Shadow of the Northern Lights vol. 2, Galago/Top Shelf
- 2012 – "Scout", serie i antologin Kolor Klimax, Fantagraphics

### Illustrationer i böcker
- 2008 – Per Straarup Söndergaard: När livet gör ont : om självskadande beteende bland unga, Gothia Förlag. ISBN 9789172055766
- 2009 – Minna Nyman: Fixa cashen – men sen då?, LL-förlaget. ISBN 9789170532795
- 2009 – Moni Nilsson: Lova! sa Smulan, Natur och Kultur. ISBN 9789127118645
- 2009 – Jonatan Brännström: Blixtslukaren, Natur och Kultur, ISBN 9789127130333
- 2012 – Åsa Lind: Mormors sjal, Rabén & Sjögren, ISBN 91-29-68418-8
- 2015 – Tove Pierrou: Småkrypsboll, Natur & Kultur, ISBN 978-912714-1537
- 2022 – Naima Chahboun: Hur vet man att en hund, Rabén & Sjögren, ISBN 9789129729764

## Priser och utmärkelser
- Mon frère nocturne nominerades till priset för årets bästa seriealbum vid seriefestivalen i Angoulême.
- Den franska utgåvan av Frances del 1 nominerades till Prix Artémisia för bästa album av en kvinnlig serieskapare.
- Svenska utgåvan av Frances del 1 fick Seriefrämjandets pris Urhunden 2010 som föregående års bästa svenska seriealbum.
- Expressens Heffaklump 2012
- Snöbollen 2015 tillsammans med Tove Pierrou för Småkrypsboll.

## Utställningar
- Årets Svenska Bilderbok 2015 / Småkrypsboll på Bildmuseet, Umeå Universitet, från 2016-03-20 till 2016-08-28 [3]